# رهبر روحانی
رهبر روحانی یا رهبر دینی یا در برخی از ادیان استاد روحانی، شکلی از عنوان است که به رهبری دینی رجوع می‌کند.

در بودایی رهبران دینی معمولاً کسانی هستند که به مرحله بالایی از آگاهی دست بافته‌اند. آن رهبران می‌توانند مردم را به سوی آزمودگی روحانیت راهنمایی کنند.

رهبر روحانی ممکن است که موقعیتش در دستگاه یک حکومت باشد.

## نگارخانه

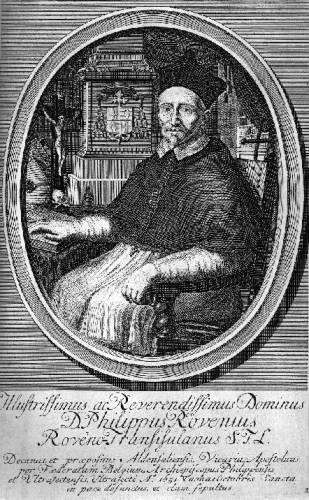
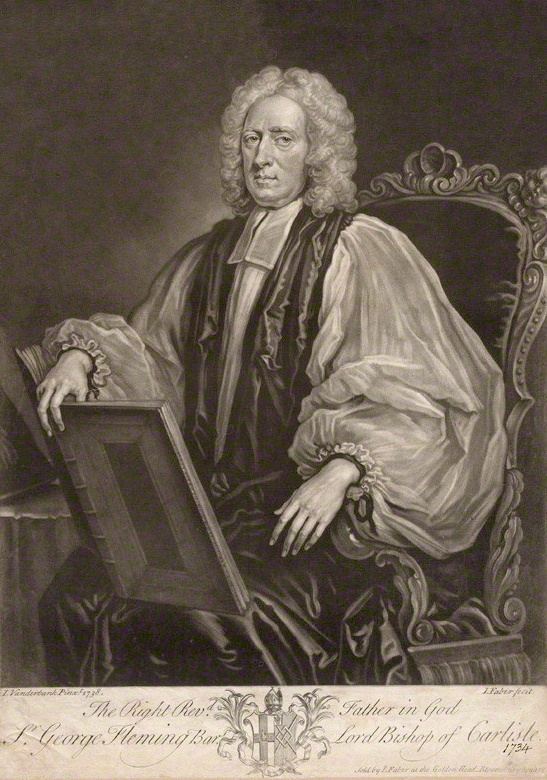
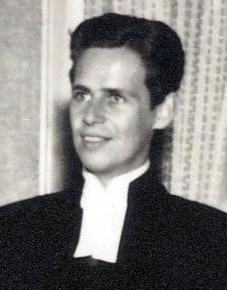